# 羊角乡 (左权县)
羊角乡，是中华人民共和国山西省晋中市左权县下辖的一个乡镇级行政单位。

## 行政区划
羊角乡下辖以下地区：
羊角村、南峪沟村、泊里村、瓦缸窑村、十字岭村、武家坪村、洞子岩村、水峪沟村、磨沟村、南垴村、四里庄村、高家井村、新庄村、圪道村和后岭村。